# On a toujours besoin d'une petite souris chez soi
Pour plus de détails, voir Fiche technique et Distribution.
On a toujours besoin d'une petite souris chez soi (It's Nice to Have a Mouse Around the House) est un court métrage américain Looney Tunes de 1965 réalisé par Friz Freleng et Hawley Pratt, mettant en scène Daffy Duck, Speedy Gonzales, Grosso Mineto (mais il ne parle pas) et Mémé.

## Synopsis
Speedy Gonzales envahit la maison de Grand-mère et plonge Sylvester dans une crise de nerfs . Inquiète pour le bien-être de son chat, Grand-mère fait appel à Jet AgePest Control pour se débarrasser du rongeur. Daffy Duck est chargé de cette mission.
Lorsque les pièges conventionnels échouent, Daffy, déterminé, décide d'utiliser une série d'engins pour capturer Speedy. Cependant, Speedy a toujours une longueur d'avance sur le canard, et Daffy finit par subir le contrecoup de ses machines.
Lors de la dernière tentative, Daffy tente de programmer un robot avec une carte à l'effigie de Speedy, mais Speedy s'empare d'une BD de Daffy Duck et dupe le robot. On voit le robot chasser Daffy de la maison sous le regard de Speedy